# Luis Taruc
Luis Mangalus Taruc (San Luis, 21 giugno 1913 – Quezon City, 4 maggio 2005) è stato un politico e guerrigliero filippino.

## Biografia
Divenne noto per le sue insurrezioni, in particolare contro il Commonwealth delle Filippine, dagli anni trenta agli anni cinquanta. Fu inoltre il presidente dell'Hukbalahap (abbreviazione di Hukbong Bayan Laban sa Hapon), un movimento di guerriglia, dal 1942 al 1950. La sua partecipazione nelle attività del gruppo avvenne per sostenere diversi contadini del Luzon Centrale, che si ribellarono al governo filippino per chiedere delle riforme agrarie. Durante la seconda guerra mondiale, guidò le forze dell'Hukbalahap contro l'occupazione dell'Impero giapponese.
Dopo aver frequentato l'Università di Manila negli anni trenta, Taruc venne a conoscenza delle precarie condizioni in cui vivevano i contadini filippini del periodo e decise di affidare la propria merceria alla moglie per andare a offrire la sua protezione ed il suo supporto agli agricoltori del Luzon Centrale. Ispirato dal suo idolo e socialista Pedro Abad Santos, nonché da rivoluzionari del Katipunan come Felipe Salvador, Taruc si aggregò dapprima in un'associazione di contadini, nota come "Aguman ding Maldang Tala-pagobra" (AMT, Union of Peasant Workers), e poi nel 1938 nel Partito Socialista filippino. Il Partito Socialista si unificò successivamente con il Partito Comunista delle Filippine e Taruc assunse il ruolo di comandante dell'armata paramilitare creata per combattere le forze giapponesi.
Dopo il secondo conflitto mondiale, l'Hukbalahap continuò a combattere per ottenere riforme in campo agricolo. Nel 1946 Taruc, assieme a sette suoi colleghi, fu eletto nella Camera dei rappresentanti, ma il governo del Presidente in carica Manuel Roxas gli impedì di esercitare la propria carica politica. Il campo di Taruc si oppose fermamente alle richieste degli Stati Uniti nei confronti delle Filippine, i quali chiesero determinati privilegi in cambio del proprio supporto. Nei cinque anni successivi, Taruc abbandonò la propria carriera politica e tornò a combattere per l'Hukbalahap. All'apice della popolarità del gruppo, l'Hukbalahap accumulò un contingente militare compreso tra le 10.000 e le 30.000 unità.